# El Sahugo
El Sahugo là một đô thị ở tỉnh Salamanca, phía tây Tây Ban Nha, cộng đồng tự trị Castile-Leon. Đô thị này có cự ly 109 kilômét so với thành phố tỉnh lỵ Salamanca và có dân số 254 người.

## Địa lý
Đô thị này có diện tích 58.97 km².
Đô thị này nằm ở khu vực có độ cao 823 mét trên mực nước biển.
Mã số bưu chính là 37514. Kinh tế chủ yếu là nông nghiệp.